# WWE Clash of Champions
WWE Clash of Champions este un eveniment anual de pay-per-view produs de compania de wrestling WWE. Evenimentul înlocuiește evenimentele Noaptea Campionilor și Vengeance , și sunt considerate oficial ca același eveniment, și nu unul complet diferit. Tema acestui eveniment este că toate campionatele din Raw sunt apărate.

## Istoric

### 2016
Clash of Champions 2016 a avut loc pe data de 25 septembrie 2016, evenimentul fiind gazduit de Bankers Life Fieldhouse
din Indianapolis, Indiana.
- The New Day (Big E si Kofi Kingston) i-a învins pe Luke Gallows si Karl Anderson păstrându-și titlurile Raw Tag Team Championship (6:45)
  - Kofi l-a acoperit pe Anderson după o lovitura a lui Woods cu un trombon si aplicarea unui Midnight Hour.
- T.J. Perkins l-a învins pe Brian Kendrick păstrându-și titlul WWE Cruiserweight Championship (10:31)
  - Perkins l-a făcut pe Kendrick să cedeze, după aplicarea unui «TJP Clutch»
- Sheamus împotriva lui Cesaro a terminat într-un No Contest în a șaptea luptă dintr-un Best of Seven Series (16:36)
  - Meciul a terminat după ce arbitrul a decis că cei doi nu mai pot continua.
- Chris Jericho l-a învins pe Sami Zayn (15:22)
  - Jericho a câștigat prin pinfall, după aplicarea unui Codebreaker
- Charlotte le-a învins pe Sasha Banks și Bayley păstrându-și titlul Raw Women's Championship (15:28)
  - Charlotte a acoperito pe Bayley dupa un Big Boot
- Roman Reigns l-a învins pe Rusev câștigând titlul WWE United States Championship (17:07)
  - Reigns a câștigat prin pinfall, după aplicarea unui Spear
- Kevin Owens (c) l-a învins pe Seth Rollins păstrându-și titlul WWE Universal Championship (25:07)
  - Owens a câștigat prin pinfall, dupa aplicarea unu-i «Pop-up Powerbomb»
  - În timpul meciului, Jericho a intervenit în favoarea lui Owens.

### 2017
Clash of Champions 2017 a avut loc pe data de 17 decembrie 2017, evenimentul fiind gazduit de TD Garden din Boston, Massachusetts.
- Dolph Ziggler i-a învins pe Baron Corbin (c) și Bobby Roode câștigând titlul WWE United States Championship (12:45)
  - Ziggler l-a numărat pe Corbin cu un «Zig Zag».
- The Usos (c) i-au învins pe The New Day (Big E & Kofi Kingston), Shelton Benjamin & Chad Gable, și Rusev & Aiden English păstrându-și titlurile WWE SmackDown Tag Team Championship (12:54)
  - Jey l-a numărat pe Gable după un «Samoan Splash».
- Charlotte Flair a învins-o pe Natalya într-un Lumberjack match păstrându-și titlul WWE SmackDown Women's Championship (10:32)
  - Charlotte a făcut-o pe Natalya să cedeze după un «Figure-Eight Leglock».
- The Bludgeon Brothers (Harper & Rowan) i-au învins pe Breezango (Fandango & Tyler Breeze) (1:58)
  - Harper l-a numărat pe Fandango după un «Double crucifix powerbomb».
- Kevin Owens și Sami Zayn i-au învins pe Randy Orton și Shinsuke Nakamura (cu Shane McMahon și Daniel Bryan arbitri speciali) (21:37)
  - Zayn l-a numărat pe Orton cu un «Roll Up».
  - În timpul meciului, Shane i-a favorizat pe Orton și Nakamura în timp ce Bryan pe Owens și Zayn realizând rapid numărătoarea pentru a le oferi victoria acestora.
- AJ Styles (c) l-a învins pe Jinder Mahal păstrându-și titlul WWE Championship (23:04)
  - Styles l-a făcut pe Mahal să cedeze cu un «Calf Crusher».
  - În timpul meciului, The Singh Brothers au intervenit în favoarea lui Mahal.

### 2019
Clash of Champions 2019 a avut loc pe data de 15 septembrie 2019, evenimentul fiind gazduit de Spectrum Center din Charlotte, North Carolina.
- Kick-off: Drew Gulak (c) i-a învins pe Humberto Carrillo și Lince Dorado păstrându-și titlul WWE Cruiserweight Championship (10:05)
  - Gulak l-a numărat pe Dorado cu un «O'Connor Roll».
- Kick-off: AJ Styles (c) l-a învins pe Cedric Alexander păstrându-și titlul WWE United States Championship (4:55)
  - Styles l-a numărat pe Alexander după un «Styles Clash».
- Robert Roode și Dolph Ziggler i-au învins pe Seth Rollins și Braun Strowman (c) câștigând titlurile WWE Raw Tag Team Championship (9:40)
  - Roode l-a numărat pe Rollins după un «Glorious DDT».
- Bayley (c) a învins-o pe Charlotte Flair păstrându-și titlul WWE SmackDown Women's Championship (3:45)
  - Bayley a numărat-o pe Charlotte după ce a lovit-o de colțul ringului fără protector.
- The Revival (Scott Dawson și Dash Wilder) i-au învins pe The New Day (Big E și Xavier Woods) (c) câștigând titlurile WWE SmackDown Tag Team Championship (10:15)
  - Dawson l-a făcut pe Woods să cedeze cu un «Inverted Figure Four-Leglock».
- Alexa Bliss și Nikki Cross (c) l-ea învins pe Mandy Rose și Sonya Deville păstrându-și titlurile WWE Women's Tag Team Championship (9:05)
  - Cross a numărat-o pe Rose după un «The Purge».
- Shinsuke Nakamura (c) (însoțit de Sami Zayn) l-a învins pe The Miz păstrându-și titlul WWE Intercontinental Championship (9:35)
  - Nakamura l-a numărat pe Miz după un «Kinshasa».
  - În timpul luptei, Zayn a intervenit în favoarea lui Nakamura.
- Sasha Banks a învins-o pe Becky Lynch (c) prin descalificare într-un meci pentru titlul WWE Raw Women's Championship (20:00)
  - Lynch a fost descalificată după ce a lovit arbitrul cu un scaun, păstrând astfel centura.
- Kofi Kingston (c) l-a învins pe Randy Orton păstrându-și titlul WWE Championship (20:50)
  - Kingston l-a numărat pe Orton după un «Trouble in Paradise».
- Erick Rowan l-a învins pe Roman Reigns într-un No Disqualification Match (17:25)
  - Rowan l-a numărat pe Reigns după un «Clawhold Chokeslam».
  - În timpul luptei, Luke Harper a intervenit în favoarea lui Rowan.
- Seth Rollins (c) l-a învins pe Braun Strowman păstrându-și titlul WWE Universal Championship (11:00)
  - Rollins l-a numărat pe Strowman după un «Pedrigree» și un «Curb Stomp».
  - După luptă, Bray Wyatt l-a atacat pe Rollins.